# اچ‌ام‌اس آپولو (ام۰۱)
اچ‌ام‌اس آپولو (ام۰۱) (به انگلیسی: HMS Apollo (M01)) یک کشتی بود که طول آن ۴۱۸ فوت (۱۲۷ متر) بود. این کشتی در سال ۱۹۴۳ ساخته شد.